# Sonny Cohn
George T. „Sonny“ Cohn  (* 14. März 1925 in Chicago, Illinois; † 7. November 2006 ebenda) war ein US-amerikanischer Jazztrompeter, der von 1960 bis 1990 im Count Basie Orchestra spielte.
Sonny Cohn wuchs in der West Side von Chicago auf (sein Vater war bei der Post beschäftigt) und erhielt seine erste Trompete mit neun Jahren. Er spielte als Teenager in Chicago in der Band seiner Schwester (Frances & Her Rhythm Kings). 1942 wurde er professioneller Musiker, als er in einer Band des Saxophonisten Richard Fox spielte. Danach spielte er mit Captain Walter Dyett's DuSable-ites und 1943 bis 1945 in einer US-Army-Band. Ab 1945 war er in der Band von Red Saunders, der damals ein Sextett hatte, das im Capital Lounge in Chicago spielte, bald darauf aber wieder zur Big Band erweitert wurde. Er nahm mit Saunders auf und war Bestandteil der Band über mehrere Schrumpfungsprozesse. Die Band spielte im Club DeLisa in Chicago. 1960 wechselte er in die Big Band von Count Basie auf dessen Einladung hin. Dort blieb er noch sechs Jahre nach dem Tod von Count Basie 1984 (also bis 1990) und kehrte dann nach Chicago zurück, wo er weiter mehr als 20 Jahre als Musiker aktiv war, offiziell aber im Ruhestand. Er begleitete zum Beispiel Morris Ellis und Von Freeman. 2002 hatte er eine Bypass-Operation, spielte aber schon bald darauf wieder und nahm noch 2004 auf (die Spiritual-Aufnahme  Living for the Lord seiner Nichte  Sheryl Swope-DuPree).
Er war nicht nur Solo-Trompeter bei Basie, sondern ab 1974 auch Road Manager, da er als verlässlich galt. 